# 阿拉根乡
阿拉根乡，是中华人民共和国新疆维吾尔自治区喀什地区巴楚县下辖的一个乡镇级行政单位。

## 行政区划
阿拉根乡下辖以下地区：
英巴格村、温尧勒村、阔纳色力布村、荒地村、霍加阿瓦提村、阿克央塔克村、萨干吾斯塘村、其干布拉克村、喀拉艾肯村、阿克库纳克勒克村、托什坎却勒村、博孜吐格村、喀勒塔亚依克村、依其央村、阔纳买里村、阔太格勒克村、敦阔坦村、翁阔坦村、孜瓦塔勒村和阔纳乌堂村。